# Canton de Pont-Scorff
Le canton de Pont-Scorff est une ancienne division administrative française, située dans le département du Morbihan et la région Bretagne.

## Composition
Le canton de Pont-Scorff regroupait les communes suivantes :
| Nom                     | Code Insee | Intercommunalité         | Superficie (km2) | Population (dernière pop. légale) | Densité (hab./km2) |
| ----------------------- | ---------- | ------------------------ | ---------------- | --------------------------------- | ------------------ |
| Pont-Scorff (chef-lieu) | 56179      | CA Lorient Agglomération | 23,50            | 3 603 (2014)                      | 153                |
| Caudan                  | 56036      | CA Lorient Agglomération | 42,63            | 6 691 (2014)                      | 157                |
| Cléguer                 | 56040      | CA Lorient Agglomération | 32,15            | 3 338 (2014)                      | 104                |
| Gestel                  | 56063      | CA Lorient Agglomération | 6,25             | 2 732 (2014)                      | 437                |
| Guidel                  | 56078      | CA Lorient Agglomération | 52,29            | 11 069 (2014)                     | 212                |
| Quéven                  | 56185      | CA Lorient Agglomération | 23,93            | 8 643 (2014)                      | 361                |

## Représentation

### Conseillers généraux de 1833 à 2015
| Période | Période           | Identité                                                 | Étiquette    | Qualité |
| ------- | ----------------- | -------------------------------------------------------- | ------------ | --- |
| 1833    | 1848              | Pierre Jean Michau (1784-1854)                           |              | Négociant, tanneur, maire de Pont-Scorff                                                                                          |
| 1848    | 1852              | Joseph Marie Couëffic (ou Coëffic) (1805-1870)           |              | Cultivateur, expert, rentier maire de Guidel, conseiller d'arrondissement                                                         |
| 1852    | 1871              | Victor Le Glouahec                                       |              | Maire de Guidel (1852-1870) |
| 1871    | 1890 (décès)      | Louis Marie François Guyomar                             | Républicain  | Propriétaire à Guidel |
| 1890    | 1895              | Auguste Laporte (1842-1910)                              | Bonapartiste | Notaire Maire de Pont-Scorff (1886-1905), conseiller d'arrondissement                                                             |
| 1895    | 1896 (annulation) | Jean-Pierre Kerdavid (1855-1903)                         | Républicain  | Marchand de vin Maire de Caudan                                                                                                   |
| 1896    | 1901 (décès)      | Marquis Guy Jules Marie Melchior de Polignac (1852-1901) | Droite       | Propriétaire du Château de Kerbastic Maire de Guidel (1894-1901)                                                                  |
| 1901    | 1903 (décès)      | Jean-Pierre Kerdavid                                     | Républicain  | Maire de Caudan |
| 1903    | 1907              | Joseph Moëllo                                            | Rad.         | Propriétaire à Caudan |
| 1907    | 1919              | Louis-Marie Guyomar (1861-1929)                          | Libéral      | Maire de Guidel (1906-1917 et 1918-1929)                                                                                          |
| 1919    | 1929 (décès)      | Paul Corbierre                                           | RG           | Industriel à Caudan |
| 1929    | 1940              | Louis L'Hévéder                                          | SFIO         | Professeur de lycée, conseiller municipal de Lorient, conseiller d'arrondissement Député (1930-1943)                              |
|         |                   |                                                          |              | |
| 1945    | 1955              | Jean Janot (1895-1958)                                   | Rad.         | Industriel Maire de Pont-Scorff (1947-1958)                                                                                       |
| 1955    | 1967              | Louis Le Montagner                                       | CNIP         | Directeur commercial Maire de Guidel (1944-1983) Député (1958-1962) Sénateur (1974-1983)                                          |
| 1967    | 1982              | Jean Maurice                                             | PCF          | Ouvrier à l'Arsenal de Lorient Maire de Lanester (1953-1996) Elu en 1982 dans le Canton de Lanester                               |
| 1982    | 1988              | Alain Cormerais                                          | RPR          | Médecin Maire de Pont-Scorff (1983-1989)                                                                                          |
| 1988    | 1994              | Jean-Yves Laurent                                        | PS           | Expert-comptable Maire de Quéven (1980-2008)                                                                                      |
| 1994    | 2015              | Pierrik Névannen                                         | UMP          | Cadre supérieur Maire de Pont-Scorff depuis 1989 Vice-Président du Conseil Général Suppléant du député Jacques Le Nay (2002-2007) |

Un nouveau découpage territorial du Morbihan entre en vigueur à l'occasion des élections départementales de 2015. Il est défini par le décret du 21 février 2014, en application des lois du 17 mai 2013 (loi organique 2013-402 et loi 2013-403).

En vertu de ce nouveau découpage, les communes du canton de Pont-Scorff sont réparties entre les nouveaux cantons de Guidel, Lanester et Plœmeur.

### Conseillers d'arrondissement (de 1833 à 1940)
| Période | Période          | Identité                                        | Étiquette                   | Qualité                                                              |
| --- | ---------------- | ----------------------------------------------- | --------------------------- | -------------------------------------------------------------------- |
| 1833 | 1836             | Jean Marie Marc Le Romancer                     |                             | Maire de Guidel                                                      |
| 1836 | 1848             | Joseph Marie Coueffic                           |                             | Cultivateur à Guidel                                                 |
| |                  |                                                 |                             |                                                                      |
| | 1890 (démission) | Auguste Laporte (1842-1910)                     | Bonapartiste                | Notaire, maire de Pont-Scorff                                        |
| 1890 | 1904             | Jean Adol (1851-1925)                           | Conservateur                | Marchand de bois, adjoint au maire puis maire de Cléguer             |
| 1904 | 1906 (décès)     | Louis Testard du Cosquer (1839-1906)            | Républicain antiministériel | Capitaine d'infanterie de Marine - Chef de bataillon Maire de Guidel |
| 1906 | 1919             | Vicomte Xavier de Vitton de Peyruis (1879-1947) | Conservateur                | Propriétaire-agriculteur à Keryado                                   |
| 1919 | 1928             | Vincent-Marie Pierre (1875-1952)                | Républicain-RG              | Eleveur, maire de Gestel                                             |
| 1928 | 1929 (démission) | Louis L'Hévéder                                 | SFIO                        | Professeur de lycée, ancien conseiller municipal de Lorient          |
| 1929 | 1940             | Pierre Rogel                                    | SFIO                        | Ouvrier à l'Arsenal de Lorient, maire de Lanester (1919-1941)        |
| Les conseils d'arrondissement ont été suspendus par la loi du 12 octobre 1940 et n'ont jamais été réactivés |                  |                                                 |                             |                                                                      |

## Démographie
| 1962   | 1968   | 1975   | 1982   | 1990   | 1999   | 2006   | 2011   | 2012   |
| ------ | ------ | ------ | ------ | ------ | ------ | ------ | ------ | ------ |
| 13 163 | 13 034 | 17 894 | 25 495 | 30 557 | 32 125 | 34 203 | 35 145 | 35 124 |